# Монастырь Святого Фомы (Юхары-Айлис)
Монастырь Святого Фомы (Товмы) (арм. Ագուլիսի Սուրբ Թովմա առաքյալ վանք) — монастырь Армянской Апостольской церкви, который был построен в районе Гохтн исторической армянской провинции Васпуракан, расположенный некогда на территории нынешнего села Юхары-Айлис Нахчыванской Автономной Республики Азербайджана. Ранее данная территория входила в состав исторического поселения Агулис (Акулис). По данным CHW был полностью уничтожен к 28 июню 2009 года, что видно на спутниковом снимке QuickBird-2. На его месте была построена мечеть.

## История
По преданию, монастырь был основан апостолом Варфоломеем в I веке и его ученик Кумс (хи) был назначен его священником. Вначале, вероятно, это было небольшое сооружение, похожее на часовню, которое было перестроено и расширено после обращения Армении в христианство. Монастырь служил центром прихода Гохтн с раннего средневековья до 1838 года. В монастыре хранились мощи: десница апостола Фомы, подаренная католикосом Епремом I в 1821 году, мощи святой Гаяне (фр) и десница Иакова Низибийского. В монастыре было кладбище XIII-XIX веков, которое было расположено примерно в 250 м к северо-востоку от комплекса.

## Архитектура
Монастырский комплекс состоял из храма, колокольни, стены и подсобных построек. Церковь монастыря, вероятно, была повреждена землетрясением 1679 года, и в 1694 году была построена заново из полированного базальта и красноватого фельзита, с семигранной скинией внутри и куполообразной базиликой с четырьмя крестами.

## Нынешнее состояние
В 1919 году турецкие военные формирования вместе с беженцами-мусульманами из Зангезура почти полностью вырезали армянское население города и разрушили Агулис. Они разграбили монастырь, который впоследствии был заброшен и разрушен. В настоящее время[когда?]

 на месте монастыря построена мечеть.

## Галерея
|  |  |